# Punjaipugalur
Punjaipugalur is een panchayatdorp in het district Karur van de Indiase staat Tamil Nadu. 

## Demografie
Volgens de Indiase volkstelling van 2001 wonen er 20.306 mensen in Punjaipugalur, waarvan 50% mannelijk en 50% vrouwelijk is. De plaats heeft een alfabetiseringsgraad van 69%. 